# 34e Bataillon des services

Le 34e Bataillon des services est une unité de la Première réserve de l'Armée canadienne des Forces armées canadiennes. Elle fait partie du 34e Groupe-brigade du Canada de la 2e Division du Canada, dont elle soutient logistiquement les unités de combat. L'unité est stationnée à la garnison Saint-Hubert à Montréal au Québec.

## Rôle
Le rôle principal du 34e Bataillon des services du Canada est d'offrir un soutien logistique aux autres unités du 34e Groupe-brigade du Canada afin qu'elles puissent exécuter leurs missions. Ce soutien inclut l'approvisionnement en matériel, en équipement et en vivres, l'entretien des armes et des véhicules ainsi que le transport.